# 川島雄三
川島 雄三（かわしま ゆうぞう、1918年2月4日 - 1963年6月11日）は、日本の映画監督。

## 来歴・人物

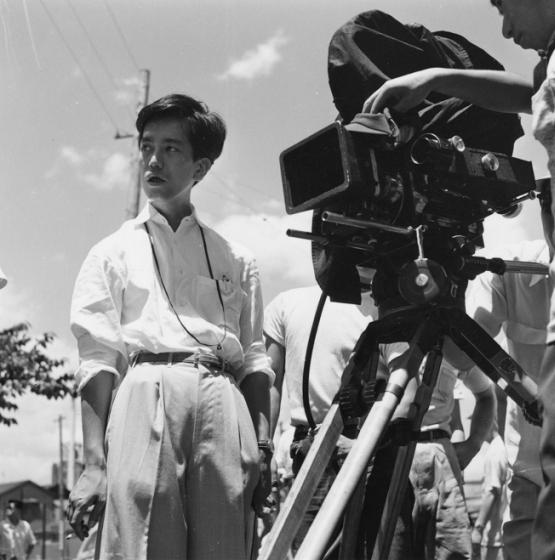
撮影中の川島

青森県下北郡田名部町（現在のむつ市）生まれ。家は代々伝わる商家（酒屋）で、もともとは近江商人の出。父・徳蔵、母・ヨシの三男として生まれる。ヨシは下北半島の大畑八幡神社の娘で、川島が5歳のとき死亡。その後は義母に育てられる。運動は駄目だったが、成績優秀で本を読むのが好きな子供だった。
青森県立野辺地中学校（現：青森県立野辺地高等学校）卒業。明治大学専門部文科文芸科に入学、学生時代は映画研究部に在籍。大学卒業後、松竹大船撮影所監督部に入社。撮影所前の松尾食堂に入り浸り、居候となる。食堂の娘と縁談話が持ち上がったが、子供を作れない体であることを理由に断る。このときすでに筋萎縮性側索硬化症を発病していたらしい。初の助監督公募で、2000人中8人の採用に選ばれる。島津保次郎、吉村公三郎、小津安二郎、野村浩将、木下惠介らの助監督を経る。1944年、監督昇進試験首席合格ののち織田作之助原作の『還って来た男』で監督デビュー。1946年、『追ひつ追はれつ』では日本初のキスシーンを撮った。松竹時代はコメディ映画を多く撮っていた。
家を持たず、浅草や新宿など、都内の行きつけの宿を家替わりに泊まり歩いていたが、銀座の小料理屋「菊川」で働く中村八重司に惚れこみ、当時高級住宅だった日活アパートで一緒に暮らし始める。幼い頃亡くなった川島の母に八重司はそっくりだった。八重司は妊娠したが、川島は出産を許さなかった。また、夜ごとスタッフと飲み明かす日々を送り、飲み代は当時の金で毎月50万円に達した。助監督の給料が1万円の時代に5万円の舶来の洋服を着ていた。健康にも気をつかい、マレー半島のコブラの脂など、20種類以上の薬にサラリーマンの給料分の金額を毎月つぎ込んでいた。
戦後はプログラムピクチャーを量産し、松竹で23本の映画を撮った。1954年、日活へ移籍。『洲崎パラダイス赤信号』『幕末太陽傳』などの傑作を残す。1957年、東宝系の東京映画へ移籍。かたわら大映でメガホンを取った『女は二度生まれる』『雁の寺』『しとやかな獣』の3作品で若尾文子と組む。
趣味はカメラで、映画関係者・男優女優らとミノックスの愛好会「ミノムシ・クラブ」を主宰。監督昇進の頃から、筋萎縮性側索硬化症に冒され歩行等に障害を有していた。遺作となった『イチかバチか』公開の5日前に芝にある日活アパートの自室にて急死。直接の死因は肺性心。享年45。墓所はむつ市新町の徳玄寺。監督作品は51本。
待機作3本は未完となった。

## 作風

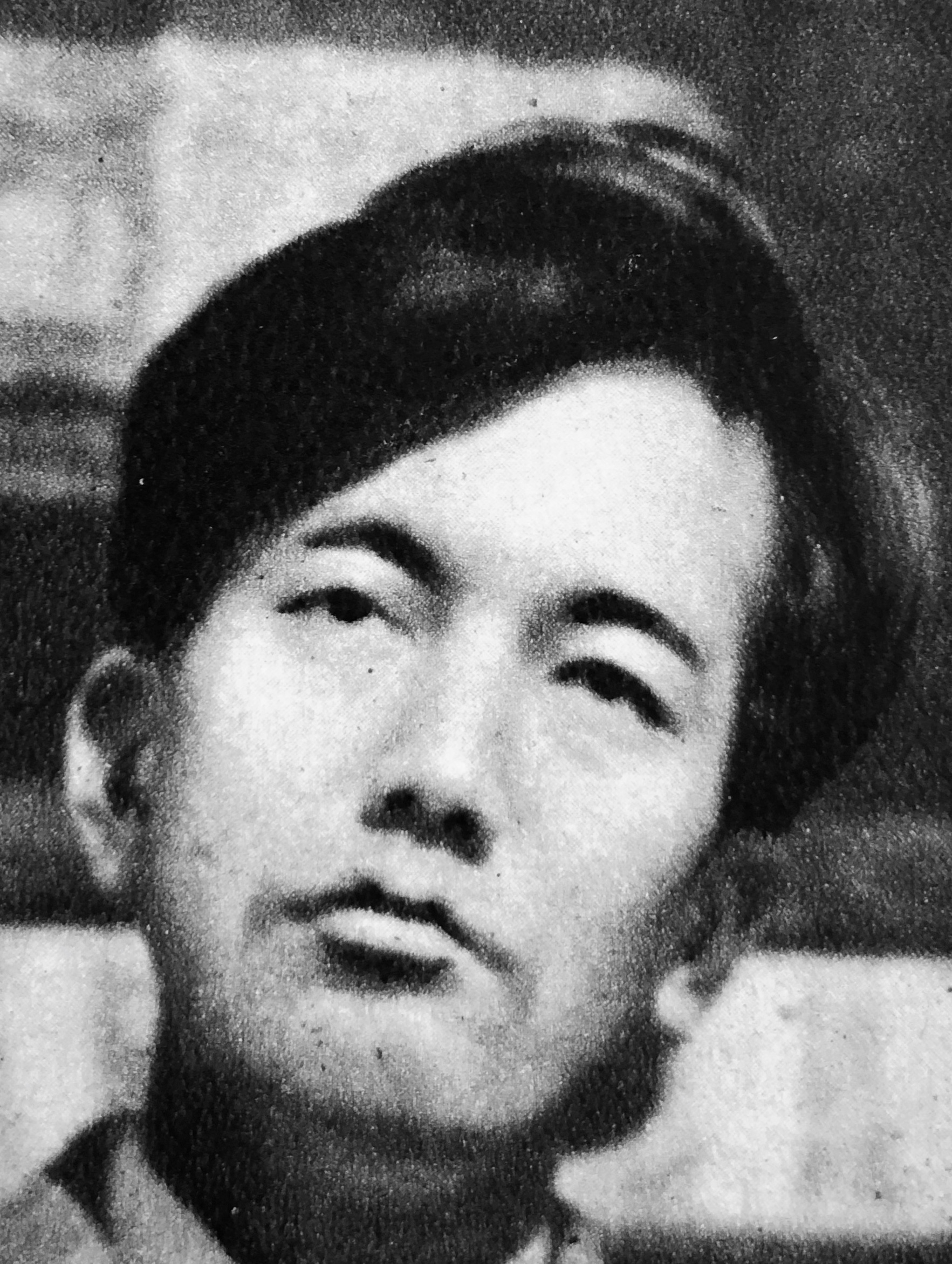
1954年

日本軽佻派を名乗り、独自の喜劇・風俗映画を中心的に、露悪的で含羞に富み、卑俗にしてハイセンスな人間味溢れる数々の作品を発表した。
人間の本性をシニカルかつ客観的な視点で描いている作品が多く、弟子の今村昌平の作品ともども「重喜劇」と称されることが多い。川島については、脚本を担当した藤本義一が命名したとも、フランキー堺が呼称したとも言われる。今村がムラといった地方の土着社会に関心が移行していったのに対し、『洲崎パラダイス赤信号』や『しとやかな獣』に見られるように川島は都市に関心を持ち続け、都会に生きる現代社会の人間達をテーマの中心に据えていた。また、親友に大阪出身の織田作之助がいたことなどから、大阪に興味関心を持ち続けた。デビュー作『還って来た男』をはじめとして、『わが町』『貸間あり』『暖簾』など大阪を舞台とした作品も多い。

## エピソード
- 川島と同じ大正7年戊午生まれの西河克己、小林桂三郎、柳沢類寿と共に『泥馬クラブ』という小冊子を作成。松竹首脳、組合幹部等をユーモアに包んで皮肉るが、会社から圧力を受け四号で終了。
- 映画監督・今村昌平は1番目の弟子であり、脚本家でもある。ただし、今村昌平本人は後年、脚本家としてクレジットされているが、採用されたのはアイデアのほんの一部だと語っている。
- 川島は弟子の監督映画をあまり見なかった。今村作品を見ていないが、「メシのためより自分が納得したシャシン撮るまで何もしない。（こういう今村を）白井佳夫さん、支えてやってください」（白井佳夫『川島雄三監督論のための観察ノート』ユリイカ通巻277号）と、今村が気がつかないところで支えてやっていた。また、浦山桐郎にせがまれて『キューポラのある街』のゼロ号試写を見に、調布の日活撮影所へ『幕末太陽傳』以来訪れた。「新人にしちゃ、よく出来たシャシンです」とエールを送り、後の打ち上げではスタッフに飲み会をご馳走したという。
- 『幕末太陽傳』のラストシーンは、主人公が江戸時代のセットから外に出て、撮影所内を超えて、さらに現在の町中に走り出すというのが原案で、この設定以外ではやらないと言い出すが、フランキー堺やスタッフなどから「意味がわからない」「実際には無理」と説得されて、現存のラストシーンとなった。ただ、フランキー堺は後に「後から考えると監督の言う通りにしておけば良かった」と語っている。
- 生前、「この種の病気を抱えながら有名人になったのは、オレとルーズベルトくらいだ」と自嘲していた。
- 当時の映画人の例に洩れずダンディーな服装をしていた。腕時計のベルトもその日の服の色に合わせて決めていたという。
- 「映画作りは、ひとえに生活のため」と割り切っていた。本当に撮りたいもの以外はなるべく低予算で手間をかけずに撮ったため、会社の上層部からはウケが良かったという。ただし、ある程度の評価を得て自由にできる部分が増えると非常に細部にまで拘り、「（本当に撮りたいもののためなら）予算はいくらかけても構わない」ことを宣言し、上層部と争うことも多かったという。
- トンカツが好物だった。
- 作家・織田作之助と親交が深かった。一方で同郷の小説家としばしばみなされた太宰治は嫌いであり、太宰より織田の作品を読むことを薦めていた。また井伏鱒二のファンであり、強く影響を受けていた。「サヨナラダケガ人生ダ」という于武陵の詩訳の科白を愛用しており、『貸間あり』の中で桂小金治にこの科白を言わせている。
- 死亡時、寝床にはインタビュー記事が載った中央公論と、次回作に考えていた東洲斎写楽を主人公にした「寛政太陽傳」用の青蛙房版の江戸風俗資料が置かれてあった[2]。この映画で主人公写楽を演じる予定だったフランキー堺は、後年、「写楽」を製作・出演、完成後の1996年6月10日にこの世を去った。

## 監督作品

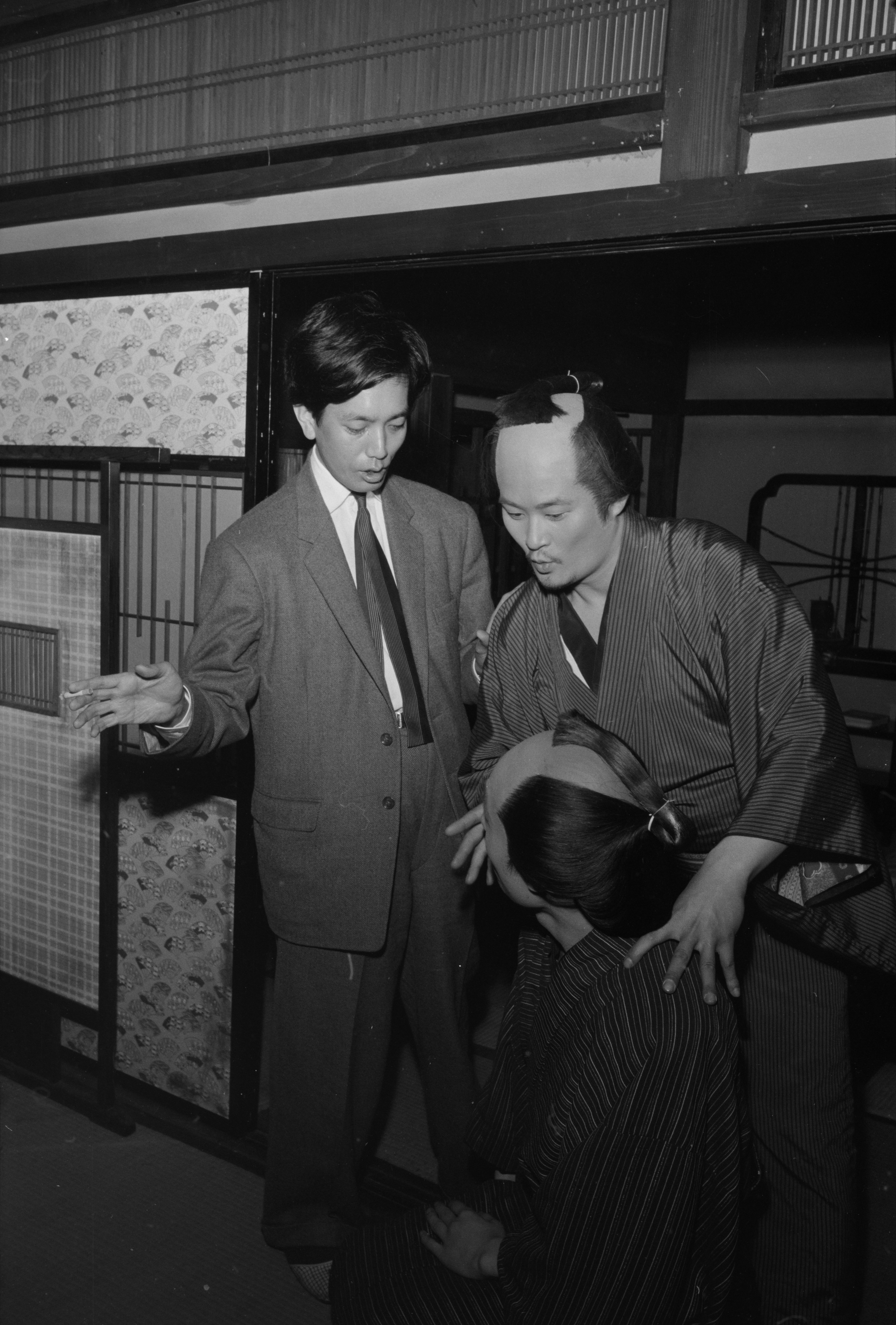
『幕末太陽傳』（1957年）を演出中の川島雄三

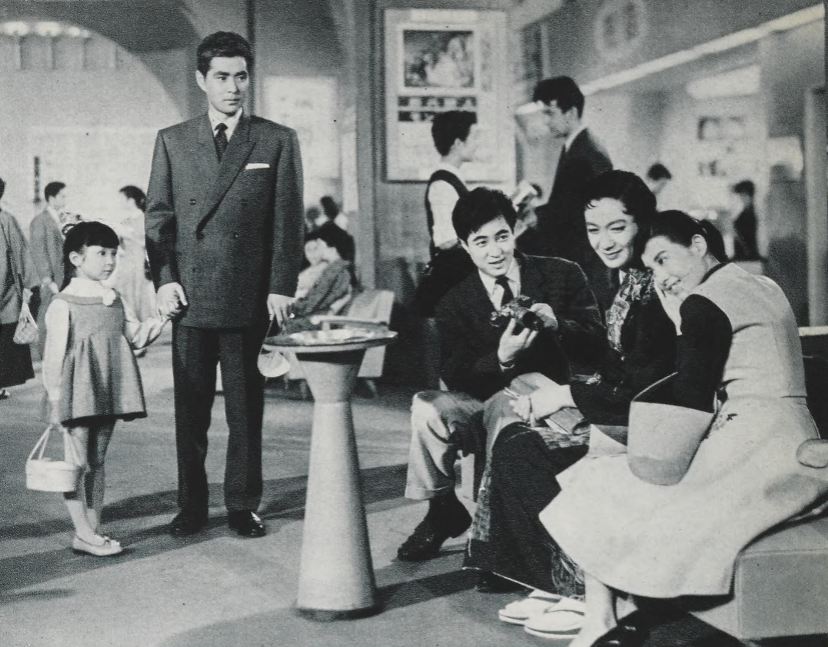
『女であること』（1958年）

- 還って来た男（1944年/松竹大船、原作：織田作之助『清楚』『木の都』）
- ニコニコ大会 追ひつ追はれつ（1946年/松竹大船）
- お笑い週間 笑ふ宝船（1946/松竹大船）
- 深夜の市長（1947年/松竹大船）
- 追跡者（1948年/松竹大船）
- シミ金のオオ!市民諸君（1948年/松竹大船、原作：横井福次郎）
- シミ金のスポーツ王（1949年/松竹大船）
- 夢を召しませ（1950年/松竹大船、原作：菊田一夫）
- 女優と名探偵（1950年/松竹大船）
- 天使も夢を見る（1951年/松竹大船）
- 適齢三人娘（1951年/松竹大船）
- とんかつ大将（1952年/松竹大船、原作：富田常雄）
- 相惚れトコトン同志（1952年/松竹大船）
- 娘はかく抗議する（1952年/松竹京都、原作：小糸のぶ『続・乙女の性典』）
- こんな私じゃなかったに（1952年/松竹大船）
- 明日は月給日（1952年/松竹大船）
- 学生社長（1953年/松竹大船）
- 花吹く風（1953年/松竹京都）
- 新東京行進曲（1953年/松竹大船、原作：入江徳郎、辻本芳雄、戸川幸夫）
- 純潔革命（1953年/松竹京都）
- 東京マダムと大阪夫人（1953年/松竹大船）
- お嬢さん社長（1953年/松竹大船）
- 真実一路（1954年/松竹大船、原作：山本有三）
- 昨日と明日の間（1954年/松竹大船、原作：井上靖）
- 愛のお荷物（1955年/日活）
- あした来る人（1955年/日活、原作：井上靖）
- 銀座二十四帖（1955年/日活）
- 風船（1956年/日活、原作：大佛次郎）
- 洲崎パラダイス赤信号（1956年/日活、原作：芝木好子『洲崎パラダイス』）
- わが町（1956年/日活、原作：織田作之助）
- 飢える魂（1956年/日活、原作：丹羽文雄）
- 続・飢える魂（1956年/日活、原作：丹羽文雄）
- 幕末太陽傳（1957年/日活）
- 女であること（1958年/東京映画、原作：川端康成）
- 暖簾（1958年/宝塚映画、原作：山崎豊子）
- グラマ島の誘惑（1959年/東京映画、原作：飯沢匡『椰子と女』）
- 貸間あり（1959年/東京映画、原作：井伏鱒二）
- 人も歩けば（1960年/東京映画、原作：梅崎春生）
- 接吻泥棒（1960年/東宝、原作：石原慎太郎）
- 夜の流れ（1960年/東宝、成瀬巳喜男と共同監督）
- 赤坂の姉妹より 夜の肌 (1960年、東京映画、原作：由起しげ子）
- 縞の背広の親分衆（1961年/東京映画）
- 特急にっぽん（1961年/東宝、原作：獅子文六『七時間半』）
- 女は二度生まれる（1961年/大映東京、原作：富田常雄『小えん日記』）
- 花影（1961年/東京映画、原作：大岡昇平）
- 雁の寺（1962年/大映京都、原作：水上勉）
- 青べか物語（1962年/東京映画、原作：山本周五郎）
- 箱根山（1962年/東宝、原作：獅子文六）
- しとやかな獣（1962年/大映東京）
- 喜劇 とんかつ一代（1963年/東京映画）
- イチかバチか（1963年/東宝、原作：城山三郎）

## 監督予定作品 （未完）
- 江分利満氏の優雅な生活（1963年/東宝、原作：山口瞳）→岡本喜八が監督した
- 忍ぶ川（1964年/東宝、原作：三浦哲郎）→熊井啓が監督した
- 寛政太陽傳（1964年/東宝）